# Miyuki Kobayashi
Miyuki Kobayashi, född 19 november 1973, en japansk längdåkare och skidskytt.

## Meriter
- Guld vid paralympiska vinterspelen 2006, skidskytte 12,5 km synskadade
- Silver vid paralympiska vinterspelen 2006, skidskytte 7,5 km synskadade